# 1917-es magyar úszóbajnokság
Az 1917-es magyar úszóbajnokság versenyszámait 1917. szeptember 24-én a  rendezték meg.

## Eredmények

### Férfiak
| Versenyszám          | Arany                                                             | Arany                                                             | Ezüst                                                             | Ezüst                                                             | Bronz                                                             | Bronz                                                             |
| -------------------- | ----------------------------------------------------------------- | ----------------------------------------------------------------- | ----------------------------------------------------------------- | ----------------------------------------------------------------- | ----------------------------------------------------------------- | ----------------------------------------------------------------- |
| 100 m gyorsúszás     | Eperjessy Béla MAC                                                | 1:08                                                              | Szőke Béla Ferencvárosi TC                                        |                                                                   |                                                                   |                                                                   |
| 800 m gyorsúszás     | Eperjessy Béla MAC                                                | 12:12,4                                                           | Burgmayer Ferenc MTK                                              |                                                                   |                                                                   |                                                                   |
| 200 m mellúszás      | Farkas Ödön NSC                                                   | 3:13,4                                                            | Váradi Imre MAC                                                   |                                                                   | Borovi Ferenc MAFC                                                |                                                                   |
| 100 m hátúszás       | Erdélyi Béla MAFC                                                 | 1:25,2                                                            | Szőke Béla Ferencvárosi TC                                        |                                                                   |                                                                   |                                                                   |
| 4 × 100 m gyorsváltó | A győztes a szintidőt nem teljesítette, így nem avattak bajnokot! | A győztes a szintidőt nem teljesítette, így nem avattak bajnokot! | A győztes a szintidőt nem teljesítette, így nem avattak bajnokot! | A győztes a szintidőt nem teljesítette, így nem avattak bajnokot! | A győztes a szintidőt nem teljesítette, így nem avattak bajnokot! | A győztes a szintidőt nem teljesítette, így nem avattak bajnokot! |